# Вернер Плускат
Вернер Плускат (? – 1990) е немски майор, командващ 352-ри артилерийски батальон от щаба на 352-ра пехотна дивизия, с който взима участие по време на съюзническият десант в Нормандия през 1944 година.
Той е първият германски офицер забелязал съюзническите кораби, на 6 юни 1944 г. по време на опита за превземането на брега Омаха Бийч.
Във филма Най-дългият ден, посветен на десанта в Нормандия, ролята на Плускат е изиграна от Ханс Кристиан Блех, като военен консултант.
Преди края на десанта майор Плускат, воден от генерал-лейтенант Курт Дитмар се предават на войниците от американската 30-а пехотна дивизия в близост до Магдебург.